# Cá ngừ sọc dưa
Cá ngừ sọc dưa (Danh pháp khoa học: Sarda orientalis) hay còn gọi là Katsuo trong tiếng Nhật Bản là một loài cá biển trong họ Cá thu ngừ có ở vùng biển Ấn Độ-Thái Bình Dương, ở Ấn Độ, Phillippin, Tây Nam Ôxtraylia, Đông châu Phi, Nhật Bản, Hawai và Việt Nam. Đây là một trong những loài cá ngừ có giá trị kinh tế và được đánh bắt nhiều.
Tên thường gọi tiếng Việt là Cá Ngừ Phương đông. Tên địa phương Cá ngừ sọc mướp, Cá ngừ bông, Cá ngừ sọc dưa Tên thường gọi tiếng Anh: Striped tuna, Bonito tuna, Bonito, Belted Bonito, Oriental Bonito, Skipjack. Tên gọi tiếng Nhật Hagatsuo, Ha-gatsuo. Tên gọi tiếng Tây Ban Nha Bonito mono Tên gọi tiếng Ý Bonito. Tên gọi tiếng Hàn Quốc Chul-sam-ch'i.

## Đặc điểm
Cá có thân hình thoi, dài, lát cắt ngang thân gần tròn, dọc theo lườn bụng có 3-5 sọc đen to gần song song với nhau. Đường bên uốn xuống sau vây lưng số 2. Đầu nhọn, miệng hơi xiên, hai vây lưng sát nhau. Hàm trên và hàm dưới có nhiều răng mảnh. Riêng hàm dưới có 4 răng cửa nhọn và lớn nhất. Xương lá mía không có răng khẩu cái và lưới không có răng.
Vây lưng thứ nhất có các tia vây trước cao, sau thấp dần tạo thành dạng lõm tròn. Thân không phủ vẩy trừ phần giáp ngực. Phần giáp ngực có vảy lớn hơn, lưng màu xanh thẫm, bụng màu trắng bạc. Mồm rộng, hàm dưới kéo dài đến rìa sau của mắt, các viền vây lưng, bụng, ngực có màu bạc trắng. Cá ngừ sọc dưa là loài cá nhỏ đi thành đàn với mật độ lớn ở vùng khơi, đôi khi vào gần bờ để kiếm ăn, thường đi lẫn với cá ngừ ồ và cá ngừ chù. Kích cỡ khai thác 450 - 750mm.

## Giá trị
Đây là đối tượng khai thác chủ yếu của nghề lưới rê, ngoài ra còn một số ngư cụ khai thác loài cá này như: lưới vây, câu vàng, câu giật, câu kéo. Mùa vụ khai thác cá ngư sọc dưa là quanh năm. Ngư trường cá ngừ sọc dưa của nghề lưới rê thay đổi theo mùa khá rõ rệt, trong mùa gió Tây Nam cá ngừ sọc dưa tập trung ở các vùng nước ven bờ từ Bình Định tới Khánh Hòa, có những mẻ đánh bắt cá ngừa sọc dưa chiếm tới 70%. Cá này còn là nguồn thực phẩm chủ yếu ở Sri Lanka, nơi nó được hun khói và chế biến để làm món súp hoặc cà ri.
Ở Nhật Bản, chúng đánh bắt rộng rãi ở vùng Shizuoka, trước đây bằng câu, nhưng ngày nay lưới cũng được dùng rộng rãi. Ăn sống là món thích nhất từ loài cá này, sashimi có da hoặc bỏ da, thường được chấm bằng chén nước tương có tỏi cắt mỏng, hoặc washabi, một ít nước chanh hoặc shoyu. Nó cũng được dùng làm món nigiri phía trên có gừng tươi xay, tỏi cắt mỏng, Cũng tương tự với tataki hay cá ngừ nướng sơ trong món sushi nigiri.